# Microsania pallipes
Microsania pallipes är en tvåvingeart som först beskrevs av Johann Wilhelm Meigen 1830.  Microsania pallipes ingår i släktet Microsania och familjen svampflugor. Arten är reproducerande i Sverige. Inga underarter finns listade i Catalogue of Life.